# Nevermind
Nevermind es el segundo álbum de estudio de la banda estadounidense de grunge Nirvana, publicado el 24 de septiembre de 1991. Producido por Butch Vig, Nevermind fue el primer lanzamiento de la banda con DGC Records. El líder de la agrupación, Kurt Cobain, trató de hacer música fuera de los límites restrictivos de la escena grunge de Seattle, aprovechando la influencia de grupos como Pixies y su uso de la dinámica de canciones ruidosas y calmadas, con grandes composiciones y sonidos. Gracias a este álbum el género grunge se hizo conocido a nivel mundial, recibiendo una gran aceptación y aclamación por críticos especializados de música, quienes también consideran el álbum como uno de los mejores de la historia.
Pese a las escasas esperanzas comerciales por parte de la banda y del sello discográfico, Nevermind se convirtió en un sorprendente éxito a finales de 1991, en gran parte debido a su primer sencillo, «Smells Like Teen Spirit». En enero de 1992 había desbancado al álbum de Michael Jackson Dangerous del número uno del Billboard. La RIAA certificó el álbum con disco de diamante (diez millones de copias vendidas). Nevermind fue el responsable de dar a conocer el rock alternativo al gran público y la crítica lo calificó como uno de los mejores álbumes de todos los tiempos. Ha vendido más de 30 millones de copias en todo el mundo. Fue clasificado en el puesto 6 en la lista de Los 500 mejores álbumes de la historia (2020) y el número 1 de Los 100 mejores álbumes de los 90 según la revista Rolling Stone.

## Antecedentes
Nirvana, formada por Kurt Cobain y Krist Novoselic, lanzó su álbum debut Bleach en 1989, con el baterista Chad Channing. Sin embargo, Channing dejó Nirvana en 1990 y la banda comenzó a buscar un nuevo miembro que se hiciese cargo del puesto de manera permanente. Tras ver un concierto de la banda de hardcore punk Scream, el baterista del grupo, Dave Grohl, impresionó a Cobain y Novoselic. Cuando Scream se separó inesperadamente, Buzz Osborne lo puso en contacto con Cobain, viajó a Seattle y fue invitado a entrar en Nirvana. Novoselic dijo en retrospectiva que cuando Grohl entró en la banda «todo quedó en su sitio».
Mientras tanto, Cobain se encontraba escribiendo nuevas canciones. En ese momento, Cobain escuchaba bandas como R.E.M., The Smithereens y Pixies. Se sintió desilusionado por el pesado sonido de las bandas que habían aparecido en la escena grunge de Seattle y que habían conformado la línea a seguir por Sub Pop. Cobain, pues, se inspiró en sus hábitos de escucha contemporánea para comenzar a escribir canciones más melódicas. Un acontecimiento importante fue el lanzamiento del sencillo «Sliver», publicado por Sub Pop en 1990 (antes de que Grohl se uniera a la banda), del que Cobain dijo que «era como una declaración en cierto modo. Tuve que escribir una canción pop y lo lanzaron como un sencillo para preparar a la gente para el siguiente disco. Yo quería escribir más canciones como esa». Grohl dijo que la banda, en ese momento, a menudo hacía la analogía de comparar su música con la música de niños, tratando de hacer las canciones lo más simples que fuera posible.
A comienzos de la década de 1990, Sub Pop comenzó a experimentar dificultades financieras y no tardaron en aparecer rumores sobre su posible venta como filial a un gran sello, y la banda decidió «eliminar el intermediario» y empezar a buscar un nuevo sello. Varias discográficas se reunieron con la banda, pero Nirvana firmó finalmente con la filial de Geffen Records, DGC Records. Para ello fueron aconsejados por su representante, quien también representaba a Sonic Youth y Kim Gordon, ídolos de los jóvenes componentes de Nirvana y, a su vez, recientes adquisiciones también de Geffen.

## Grabación y producción

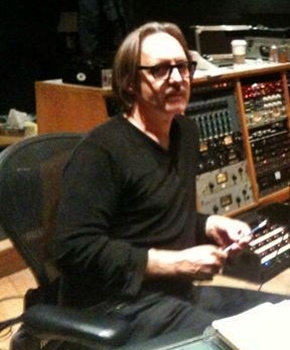
El productor Butch Vig en 2010.

En la primavera de 1990, Nirvana comenzó a planificar su segundo álbum para Sub Pop, cuyo título fue, de manera provisional, Sheep. Para el álbum, Bruce Pavitt, uno de los fundadores de Sub Pop, había recomendado a Butch Vig como productor potencial. El trabajo que hizo Vig con Killdozer no pasó desapercibido para la banda, por lo que decidieron ponerse en contacto con él: «Queríamos sonar tan duro como ese disco». En abril de 1990, la banda viajó a los estudios Smart que Vig posee en Madison, Wisconsin, para comenzar a trabajar en el álbum. La mayoría de las estructuras básicas ya estaban completadas en ese periodo, pero Cobain continuaba trabajando en las letras y la banda no estaba segura de qué canciones serían grabadas. Finalmente, ocho temas fueron grabados: «Immodium» (llamada más tarde «Breed»), «Dive» (lanzada posteriormente como cara-B de «Sliver»), «In Bloom», «Pay to Play» (renombrada finalmente «Stay Away» y con nuevas letras), «Sappy», «Lithium», «Here She Comes Now» (lanzado en Velvet Underground Tribute Album: Heaven and Hell Volume 1), y «Polly». El grupo había planeado grabar más material, pero la voz de Cobain se deterioró con «Lithium» forzando a la banda a dejar de grabar. Se dijo a Vig que la banda volvería para grabar más canciones, pero el productor no volvió a escuchar nada más durante un tiempo. En cambio, Nirvana empleó las sesiones para grabar una cinta demo para un nuevo sello. En unos meses la cinta había circulado entre las principales discográficas, lo que creó rumores sobre el grupo.
Tras firmar con Geffen Records se sugirieron una serie de productores para trabajar con el nuevo álbum, entre los que figuraban Scott Litt, David Briggs y Don Dixon, pero Nirvana se aferró a Vig. Novoselic aseguró en 2001 que la banda ya estaba nerviosa por tener que grabar para una multinacional y ya que los productores querían ciertos porcentajes por el álbum, por lo que optaron por trabajar con Vig, con quien se sentían más cómodos trabajando. Se cifró un presupuesto de 65 000 dólares y Nirvana grabó Nevermind en los Sound City Studios de Los Ángeles, California, entre mayo y junio de 1991. En principio la banda tenía que comenzar la grabación entre marzo y abril de ese mismo año, pero la fecha se tuvo que posponer pese a la ansiedad del grupo por comenzar las sesiones de grabación. Para pagar la gasolina del viaje a Los Ángeles, Nirvana realizó un concierto donde tocaron «Smells Like Teen Spirit» por primera vez. La banda envió a Vig algunas cintas antes de las sesiones de grabación que incluían canciones grabadas anteriormente en los Smart Studios, junto con algunas otras nuevas como «Smells Like Teen Spirit» y «Come as You Are».
Cuando la formación llegó a California, Nirvana tuvo unos días de preproducción donde la banda y Vig repasaron algunas de las estructuras de las canciones. La única grabación que se realizó en los Smart Studios fue la pista «Polly», que incluía choques de platillos ejecutados por Chad Channing. Una vez comenzada la grabación, la banda estuvo de ocho a diez horas al día en el estudio. Los integrantes de Nirvana grabaron en dos o tres intentos las partes instrumentales: si la toma no era satisfactoria llegado ese punto, se ponían en otro aspecto de la grabación. Antes de comenzar las grabaciones, el grupo había ensayado varias veces las mismas, por lo que se necesitaron pocas tomas. Novoselic y Grohl terminaron sus partes de bajo y batería en cuestión de días, pero Cobain tuvo que trabajar más en sus overdubs de guitarra, canto y especialmente las letras (que en ocasiones eran terminadas minutos antes de la grabación). El estilo de Cobain era muy consistente en varias tomas que Vig mezclaría juntas para crear overdubs. Vig dijo que a menudo tenía que engañar a Cobain con tomas de grabación adicionales para overdubs ya que el cantante se oponía a realizar tomas múltiples. En particular, Vig convenció a Cobain para que duplicase su voz en la canción «In Bloom» diciéndole «John Lennon también lo hizo». Si bien las sesiones de grabación fueron bien en general, Vig reveló que Cobain mostraba un estado temperamental complicado en algunas ocasiones: «Estaba fantástico durante una hora, pero entonces se sentaba en una esquina y no decía nada durante otra hora».
Después de haber completado las sesiones de grabación, Vig y el resto de la banda se pusieron a mezclar el álbum. Sin embargo, tras unos días, tanto Vig como Nirvana se dieron cuenta de que no estaban satisfechos con cómo estaban resultando las mezclas. Como resultado, decidieron que alguien supervisase el proceso de mezclado y Geffen Records proporcionó a DGC una lista de posibles opciones. Entre ellas estaban Scott Litt (conocido por su trabajo con R.E.M.) y Ed Stasium (que hizo lo propio con The Smithereens). Pese a ello, Cobain temía que el trabajar con estos mezcladores convirtiese el álbum en algo muy parecido a lo que habían hecho con aquellas bandas. En lugar de ellos, Cobain escogió a Andy Wallace (que había coproducido el álbum de 1990 de Slayer Seasons in the Abyss) del final de la lista. Novoselic recuerda: «Dijimos, 'de acuerdo', porque aquellos discos de Slayer sonaban muy duros». Wallace introdujo en las canciones varios efectos especiales y ajustó los sonidos de la batería, completando alrededor de una mezcla por día. Tanto Wallace como Vig señalaron años más tarde que cuando la banda escuchó el trabajo de Wallace se quedaron encantados. Después del lanzamiento del álbum los miembros de Nirvana expresaron su descontento con el sonido tan pulido que el mezclador había dado a Nevermind. Cobain dijo en Come as You Are: «Mirando atrás, en la producción de Nevermind, me avergüenzo ahora de ello. Suena más parecido a un disco de Mötley Crüe que a uno de punk rock».
Nevermind fue masterizado en la tarde del 2 de agosto de 1991 en el Mastering Lab de Hollywood, California. Howie Weinberg comenzó a trabajar solo ya que nadie más se presentó en el momento fijado al estudio. Para cuando Nirvana, Andy Wallace y Gary Gersh llegaron, Weinberg ya había masterizado la mayor parte del álbum. Intentaron que una de las canciones masterizadas en la sesión, la pista oculta titulada «Endless, Nameless» fuera incluida al final de «Something in the Way», pero accidentalmente se quedó fuera de las primeras ediciones del álbum. Weinberg recuerda: «Al principio fue algo verbal lo de poner la canción al final. Quizá interpreté mal sus instrucciones, así que puede decirse que fue error mío si lo deseas. Tal vez no lo anoté cuando Nirvana o la compañía discográfica me dijo que lo hiciera. Así que lanzaron las primeras veinte mil unidades de CD, álbumes y casetes, sin la canción». Cuando la banda descubrió la omisión de la pista oculta tras escuchar la copia del álbum, Cobain llamó a Weinberg y le pidió que rectificara su error. Weinberg cumplió y añadió alrededor de diez minutos de silencio entre el final de «Something in the Way» y el comienzo de la pista oculta en las siguientes ediciones del álbum.

## Lanzamiento
Nevermind se lanzó el 24 de septiembre de 1991. Las tiendas estadounidenses de discos recibieron un total de 46 251 copias iniciales, mientras que 35 000 unidades fueron enviadas al Reino Unido, donde Bleach había tenido un importante éxito. El sencillo principal «Smells Like Teen Spirit» fue lanzado el 10 de septiembre con la intención de construir una sólida base entre los seguidores del rock alternativo, mientras que «Come as You Are» sería la canción que lograría ganar mayor atención en el público. La banda se embarcó en una pequeña gira por el país cuatro días antes del lanzamiento para promocionar el álbum. Geffen Records esperaba que Nevermind vendiese cerca de 250 000 copias, que fue la misma cifra que el sello consiguió con el debut de Sonic Youth en Geffen, Goo. Los cálculos más optimistas eran que si se trabajaba duro Nevermind podría llegar a conseguir el disco de oro en septiembre de 1992.
El álbum debutó en el Billboard 200 en el puesto 144, lo que bastó para llegar a lo más alto de la lista Heatseekers, por lo que había logrado suficiente. Geffen envió aproximadamente la mitad de las existencias iniciales al noroeste del país, donde el álbum se vendió rápidamente y las tiendas se quedaron sin álbumes durante días. Geffen decidió enviar más copias a aquella región para sofocar la demanda, poniendo en espera la producción de otros álbumes. Nevermind ya había logrado unas ventas considerables, pero meses después la banda y Nevermind se hicieron cada vez más populares gracias al inesperado éxito de «Smells Like Teen Spirit». El videoclip del sencillo fue estrenado a nivel mundial por MTV en el programa nocturno alternativo 120 Minutes, pero pronto logró más fama cuando la cadena norteamericana decidió emitirlo también durante el día. El álbum recibió el disco de oro, pero la banda estaba, relativamente, desinteresada en el éxito que estaban cosechando. Novoselic recuerda: «Sí, era feliz por ello. Era bueno. Pero me importa una mierda éxitos como ese. Era bueno, supongo».
Cuando la banda se marchó de gira por Europa a comienzos de noviembre de 1991, Nevermind había entrado en el Top 40 del Billboard por primera vez, en el puesto 35. En ese momento, «Smells Like Teen Spirit» se convirtió en un auténtico éxito y el álbum había superado cualquier tipo de expectativa que hubiesen podido predecir las estrategias comerciales de Geffen. El presidente de la compañía discográfica, Ed Rosenblatt, aseguró a The New York Times: «No hicimos nada. Fue uno de esos discos en plan 'fuera de aquí y al agua', simplemente». Nirvana se encontró en Europa, a finales de 1991, con conciertos que superaban los límites de aforo peligrosamente, equipos de televisión que hacían presencia constante y «Smells Like Teen Spirit» era casi omnipresente en radio y televisión.
Nevermind se convirtió en el primer número uno de Nirvana el 11 de enero de 1992, reemplazando a Michael Jackson de lo más alto de la tabla. En aquel momento, Nevermind había conseguido vender 500 000 copias a la semana. «Come as You Are» fue finalmente lanzado como segundo sencillo en marzo de 1992 y logró el puesto 32 del Billboard Hot 100. Se extrajeron dos sencillos más del álbum: Lithium que también se introdujo en el Billboard hot 100 alcanzando el posicionamiento 64 e «In Bloom». Nevermind lleva 700 semanas en el Billboard 200 hasta diciembre del 2024 y tiene más de 35 millones de ventas certificadas en Estados Unidos según Billboard.
El álbum recibió el disco de oro y platino por la Recording Industry Association of America en noviembre de 1991 y recibió el de diamantes (diez millones de copias) en marzo de 1999. La Canadian Recording Industry Association también otorgó a Nevermind el disco de diamante (un millón de copias) en Canadá en marzo de 2001. En 1996, Mobile Fidelity Sound Lab lanzó Nevermind en vinilo como parte de la saga ANADISQ 200 y un CD bañado en oro de 24 quilates. Las ediciones en CD incluían «Endless, Nameless». La versión LP se vendió rápidamente, pero la edición en CD aún se mantuvo en el mercado. En Reino Unido tuvo considerable éxito otorgándole noveno platino (2 700 000 copias vendidas), y es el álbum de grunge más vendido en el país, además de Nevermind tienen cinco discos con esta certificación de Platino, los cuales son: Bleach (1989), Incesticide (1992), 3x In Utero (1993), 3x MTV Unplugged in New York (1994) y 5x Nirvana (2002).

### 2011: Deluxe y Super Deluxe Editions
En septiembre de 2011, como conmemoración del 20 aniversario del álbum, Universal Music lanzó un Deluxe Edition que incluye dos discos compactos y una versión Super Deluxe Edition la cual incluye cuatro CD y DVD. El primer disco en ambas ediciones cuenta con el álbum original sumado a los B-Sides de sus correspondientes sencillos. El segundo disco de ambas ediciones cuenta con la grabación de sesiones inéditas con canciones que más tarde aparecerían en el álbum, también incluye las sesiones en los estudios Smart y un ensayo de la banda grabado con una radiocasetera boombox, este segundo CD finaliza con dos canciones tomadas de las sesiones de la banda para la BBC. El tercer disco es exclusivo de la versión Super Deluxe Edition y cuenta con las mezclas alternativas del álbum realizadas por Butch Vig, conocidas como 'Devonshire Mixes' en las cuales aparecen todas las canciones del álbum excepto «Polly» y «Endless, Nameless». El cuarto y quinto disco de la versión Super Deluxe, son el CD de audio y el DVD del video en directo de Live at the Paramount.

## Recepción
| Publicación   | País           | Premio                                                  | Año  | Puesto |
| ------------- | -------------- | ------------------------------------------------------- | ---- | ------ |
| Rolling Stone | Estados Unidos | Los 500 mejores álbumes de la historia                  | 2020 | 6      |
| Rolling Stone | Estados Unidos | Los 100 mejores discos de los 90´s                      | 2012 | 1      |
| VH1           | Estados Unidos | Los 100 mejores discos de la historia                   | 2010 | 2      |
| Q             | Reino Unido    | Los mejores álbumes de toda la historia a nivel mundial | 2011 | 5      |

Tras el lanzamiento del álbum, varios periódicos y revistas dieron excelentes críticas a Nevermind. Karen Schoemer de The New York Times, escribió: «Con Nevermind, Nirvana ha triunfado indudablemente. Hay bastantes texturas sugerentes, cambios de humor, fragmentos instrumentales y juegos de palabras originales que proporcionan horas de entretenimiento». Schoemer concluyó asegurando que «Nevermind es más sofisticado y más cuidadosamente producido que lo que venían ofreciendo bandas similares como Dinosaur Jr. y Mudhoney». Entertainment Weekly calificó Nevermind como A- y el crítico David Browne argumentó que en Nevermind, Nirvana «no alberga la idea» de querer sonar «normal», comparándola con otras bandas alternativas contemporáneas. Concluyendo su entusiasmada reseña para la británica Melody Maker, Evertt True recordó que «cuando Nirvana lanzó Bleach hace unos años, el más listo de entre nosotros se imaginaba que tendrían el potencial de hacer un álbum que derribase a cualquier otro. Dios mío, vaya si nos han dado la razón».
Rolling Stone, sin embargo, otorgó a Nevermind tres estrellas de cinco, y el crítico Ira Robbins explicó: «Si Nirvana no se dirige a algo completamente nuevo, Nevermind sí posee las canciones, el carácter y el espíritu de confianza para ser mucho más que una reformulación de las radios universitarias de alto octanaje». The Boston Globe fue menos optimista con el álbum y el crítico Steve Morse señaló que «la mayoría de Nevermind está lleno de punk-pop genérico hecho con elementos que van desde Iggy Pop a Red Hot Chili Peppers».
Nevermind también fue votado como el mejor álbum del año en la encuesta Pazz & Jop de The Village Voice y «Smells Like Teen Spirit» finalizó el año en lo más alto de esta encuesta como sencillo y videoclip del año. El álbum logró la mayoría de los votos y el crítico de The Village Voice, Robert Christgau, escribió en la encuesta de sus compañeros que «como modesta sorpresa pop podían haber logrado un éxito modesto, como De La Soul en 1990. En lugar de ello, su álbum multiplatino constituye la primera escala de la validación pública de los valores del rock alternativo americano». Christgau lo nombró posteriormente el séptimo mejor álbum de los años noventa.

## Música
Cobain, el principal compositor de Nirvana, combinó secuencias de acordes basados principalmente en quintas y compuso canciones que mezclaban toques pop con guitarras disonantes. Su objetivo con Nevermind era sonar como «los Bay City Rollers siendo molestados por Black Flag». Muchas de las canciones de Nevermind se caracterizan por cambios en la dinámica, donde la banda pasa de silenciosas estrofas a estruendosos estribillos. Dave Grohl dijo que este enfoque se originó durante un período de cuatro meses antes de la grabación del álbum, en el que la banda experimentó con dinámicas extremas durante sus habituales jam sessions.
Guitar World publicó que «el sonido de la guitarra de Kurt Cobain en Nevermind establece el tono para el rock de los noventa». En Nevermind, Cobain dispuso de una Fender Mustang de los años 1960, una Fender Jaguar con pastillas DiMarzio y varias Fender Stratocasters con pastillas humbucker. El guitarrista empleó pedales de distorsión y de chorus como sus principales efectos, este último empleado para generar un sonido «acuoso» en «Come as You Are» y los pre-coros de «Smells Like Teen Spirit». Krist Novoselic afinó su bajo en Re bemol, tono y medio más grave, «para conseguir ese sonido tan grave».

### Letras
Grohl desveló que Cobain le dijo que «la música va primero y las letras después», por lo que Grohl cree que, por encima de todo, Cobain se centró en las melodías de las canciones. Cobain estaba todavía trabajando en las letras del álbum en el momento de comenzar la grabación. Además, las expresiones de Cobain en el álbum son difíciles de comprender. Vig afirmó al respecto que la claridad del canto de Cobain no es suprema, pero que «incluso aunque no sepas lo que está cantando, sabes que es intenso como el infierno». Cobain se quejaría más tarde de los intentos de los periodistas de rock de intentar descifrar lo que canta y extraer el significado de sus letras: «¿Por qué diablos los periodistas insisten en venir con una segunda evaluación freudiana de mis letras cuando no las entienden en el 90 % de las ocasiones?».
Charles R. Cross aseguró en la biografía de Kurt Cobain de 2001, Heavier Than Heaven, que muchas de las canciones escritas para Nevermind trataban sobre las relaciones disfuncionales de Cobain con Tobi Vail.
Cuando la relación terminó, Cobain comenzó a escribir canciones y pintar violentas escenas, muchas de las cuales revelaban odio a sí mismo y a otras personas. Las canciones escritas durante este período fueron menos violentas, pero seguían reflejando una ira que no se encontraba en los primeros trabajos de Cobain. Cross publicó: «en los cuatro meses siguientes a su ruptura, Kurt escribiría media docena de la mayoría de sus memorables canciones, todas ellas sobre Tobi Vail». La canción «Drain You» comienza con la línea «Un baby (querido) le dijo a otro 'tengo suerte de haberte conocido'», citando lo que Vail dijo una vez a Cobain, y en la línea «es mi obligación ahora drenarte completamente» se refiere al poder que tenía Vail sobre Kurt en la relación. Según Novoselic «"Lounge Act" trata sobre Tobi», y en una de las líneas se puede leer «me arrestaré a mí mismo, llevaré un escudo», en la cual se refería a que Cobain tenía el logotipo de K Records tatuado en el brazo para impresionar a Vail. Aunque «Lithium» había sido compuesta antes de que Cobain conociese a Vail, las letras de la canción fueron cambiadas para referirse a ella.

## Portada del álbum
El título que barajó la banda para el álbum, Sheep (oveja), resultó de una broma creada por Cobain hacia la gente que, según él, comprarían el disco. El líder de Nirvana escribió un falso anuncio para Sheep en su diario que decía: «Porque no quieres; porque todos los demás lo son». Novoselic dijo que la inspiración para el título hay que buscarla en el cinismo de la banda sobre la reacción del público ante la Operación Tormenta del Desierto. Cuando las sesiones de grabación se completaron, a Cobain comenzó a disgustarle el título y sugirió a Novoselic que el álbum debería llamarse Nevermind. A Cobain le gustaba este nuevo título porque era un reflejo de su actitud en la vida y porque era gramaticalmente incorrecto.
La portada del álbum muestra a un bebé buceando hacia un billete de un dólar que prende de un anzuelo. Según Cobain, tuvo la idea cuando se encontraba viendo un programa de televisión sobre nacimientos bajo el agua con Dave Grohl. Cobain se lo mencionó al director artístico de Geffen, Robert Fisher. Este encontró varias imágenes impactantes sobre estos nacimientos bajo el agua, pero eran demasiado gráficos para la compañía discográfica. Además, la casa de valores que controlaba la foto de un bebé nadando pidió 7500 dólares al año por su uso, así que en lugar de adquirirla, Fisher envió un fotógrafo a una piscina para bebés para tomar fotos. Se consideraron cinco fotos y la banda se quedó con una instantánea de un bebé de tres meses de edad llamado Spencer Elden, el hijo del amigo del fotógrafo, Rick Elden. Sin embargo, aún existían algunos inconvenientes para la discográfica, ya que el pene del bebé sea veía perfectamente en la imagen. Geffen preparó una portada alternativa sin el pene, porque temían que pudiese herir al público, aunque cedieron cuando Cobain dejó claro que el único compromiso que aceptaría sería una pegatina que cubriese el pene y en la que pudiese leerse: «Si esto te ofende es que eres un pedófilo encubierto». Es considerada una de las mejores portadas de discos de la historia, posiblemente dentro del podio.
La contraportada del álbum contiene la fotografía de un mono de juguete frente a un collage creado por Cobain. El collage incluye fotos de carne cruda procedente de un anuncio de un supermercado, imágenes del Inferno de Dante y de vaginas enfermas pertenecientes a una colección de Cobain de fotos médicas. Cobain analizó que «si te fijas bien, hay una foto de Kiss en uno de los trozos de carne». El libreto del álbum no contiene las letras de las canciones; en lugar de ello, sí hay letras de canciones aleatorias y fragmentos de letras que Cobain arregló formando un poema.

## Legado
Nevermind no sólo popularizó la escena grunge de Seattle, sino que llevó al rock alternativo al público masivo, demostrando su viabilidad cultural y comercial. El éxito de Nevermind sorprendió a las bandas contemporáneas a Nirvana, que se sintieron empequeñecidas por el impacto que había logrado la banda de Cobain. Guy Picciotto, de Fugazi, reconoció que «era como si nuestro disco hubiera sido el meado de un vagabundo en el bosque por el impacto que tuvo. [...] Me sentía como si hubiéramos estado tocando ukeleles por la disparidad del impacto que provocaron». Los ejecutivos de la compañía discográfica se interesaron y ofrecieron contratos discográficos a bandas de rock alternativo y las anteriores estrategias para crear audiencias para este tipo de bandas fueron reemplazadas por la oportunidad de conseguir popularidad masiva de manera rápida.
Michael Azerrad explicó en su biografía de Nirvana, Come as You Are: The Story of Nirvana, en 1993, que Nevermind marcó la aparición de una generación de seguidores de música veinteañeros en un clima dominado por la generación del baby boomer que les precedía. Azerrad escribió: «Nevermind vino en el momento exacto. Era música por, para y sobre un nuevo grupo de jóvenes que habían sido pasados por alto, ignorados o con los que se había sido condescendientes». Rolling Stone publicó en su entrada para Nevermind en su lista de 2003 de los 500 mejores álbumes de la historia: «Ningún álbum en la historia reciente ha tenido un impacto tan abrumador en una generación —una nación de jóvenes convertidos en punks— y con semejantes efectos catastróficos en su principal creador».
El segundo álbum de estudio de Nirvana continuó monopolizando la alabanza de la crítica. El disco fue incluido en el 17.º puesto de la lista de Rolling Stone «Los 500 mejores álbumes de la historia». Time, mediante su periodista Josh Tyrangiel, aseguró que era «el mejor álbum de los 90» en su lista de 2006 de «Los mejores 100 álbumes de la historia». Pitchfork nombró a Nevermind el sexto mejor álbum de la década, anotando que «cualquiera que odie este disco hoy es que está tratando de ser guay y necesita esforzarse más», mientras que NME lo consideró el mejor álbum de 1991. En 2005, la Biblioteca del Congreso de Estados Unidos añadió Nevermind al Registro Nacional de Grabaciones, que reúne grabaciones de sonidos «cultural, histórica y estéticamente importantes» del siglo XX. El disco es uno de los cinco mejores álbumes de grunge de todos los tiempos según Kerrang!, conteo de 2013 que también incluyó In Utero.

## Controversia
El día 25 de agosto de 2021 Spencer Elden demandó por "pornografía infantil" a Nirvana por el uso de su imagen en la portada del álbum Nevermind debido a la exposición clara del genital de Spencer y daños a su persona que afirma "a los daños que ha sufrido y seguirá sufriendo por el resto de su vida" y uno de sus abogados aclara que la inclusión del bebé persiguiendo el dólar enganchado al anzuelo hace alusión a un "trabajador sexual".
La demanda fue desestimada por un juez el 3 de enero de 2022.

## Lista de canciones
Todas las canciones escritas por Kurt Cobain excepto donde sea indicado
| N.º | Título                                                               | Duración |  |
| 1.  | «Smells Like Teen Spirit» (Kurt Cobain, Dave Grohl, Krist Novoselic) | 5:01     |  |
| 2.  | «In Bloom»                                                           | 4:14     |  |
| 3.  | «Come as You Are»                                                    | 3:39     |  |
| 4.  | «Breed»                                                              | 3:03     |  |
| 5.  | «Lithium»                                                            | 4:17     |  |
| 6.  | «Polly»                                                              | 2:57     |  |
| 7.  | «Territorial Pissings» (Kurt Cobain, Chet Powers)                    | 2:22     |  |
| 8.  | «Drain You»                                                          | 3:43     |  |
| 9.  | «Lounge Act»                                                         | 2:36     |  |
| 10. | «Stay Away»                                                          | 3:32     |  |
| 11. | «On a Plain»                                                         | 3:16     |  |
| 12. | «Something in the Way»                                               | 3:52     |  |
| 13. | «Endless, Nameless» (pista oculta)                                   | 6:44     |  |

## Listas de éxitos
| Listas (1992)                    | Máxima posición |
| -------------------------------- | --------------- |
| ARIA Charts de Australia         | 2               |
| Lista de éxitos de Austria       | 2               |
| Canadá RPM100                    | 1               |
| Media Control Charts de Alemania | 3               |
| Mahasz de Hungría                | 12              |
| Lista de éxitos de Nueva Zelanda | 2               |
| Noruega VG-lista                 | 2               |
| Sverigetopplistan de Suecia      | 1               |
| Lista de éxitos de Suiza         | 2               |
| UK Albums Chart                  | 7               |
| U.S. Billboard 200               | 1               |

## Certificaciones
- Estados Unidos:  13 000 000
- Canadá:  1 000 000
- Francia:  1 000 000
- Argentina: 3x 180 000
- Australia: 5x 350 000
- Bélgica: 8x 400 000
- Dinamarca: 5x 400 000
- Alemania: 2x 1 000 000
- Japón: 3x 600 000
- Italia: 4x 400 000
- Suecia: 2x 200 000
- Nueva Zelanda: 7x 105 000
- Reino Unido: 9x 2 700 000
- España:  100 000
- Países Bajos:  100 000
- Suiza:  50 000
- Polonia:  160 000
- Brasil:  250 000
- Austria:  50 000
- México: 2x 200 000
- Finlandia:  45 000
- Singapur:  35 000